# فريدريك ويندسور
فريدريك ويندسور (بالإنجليزية: Frederick Windsor)‏ (ولد يوم 6 أبريل من العام 1979 مستشفى سانت ماري ، لندن) هو ابن الأميرة ماري كريستين والأمير مايكل.